# Кикути Ёсай
Кикути Ёсай (яп. 菊池 容斎 Кикути Ё:сай, род. 28 ноября 1781 г. — ум. 16 июня 1878 г.) — японский художник.

## Жизнь и творчество
Кикути Ёсай известен также под именами Кикути Такэясу (菊池 武保) и Кавахара Рёхэй (河原 量平). Прославился своими одноцветными (монохромными) портретами известных исторических личностей. Родился в семье самурая из Эдо. Был усыновлён семьёй Кикути, поддерживавшей клан Токугава. В возрасте 18 лет Кикути Ёсай становится учеником художника Такаты Эндзё. После обучения в традициях школ Кано, Сидзё и Маруяма у Кикути развивается его собственный, неповторимый художественный стиль. Его крупнейшей работой является серия монохромных портретов «Дзэнкэн Кодзицу» (яп. 前賢故実) — собрание из 500 сделанных тушью изображений героев и знаменитых деятелей из японской истории и культуры. Для создания наиболее правдивых образов художник проводил не только исторические, но и археологические изыскания. В 1878 году вся серия была выпущена из печати в графической форме.

## Галерея

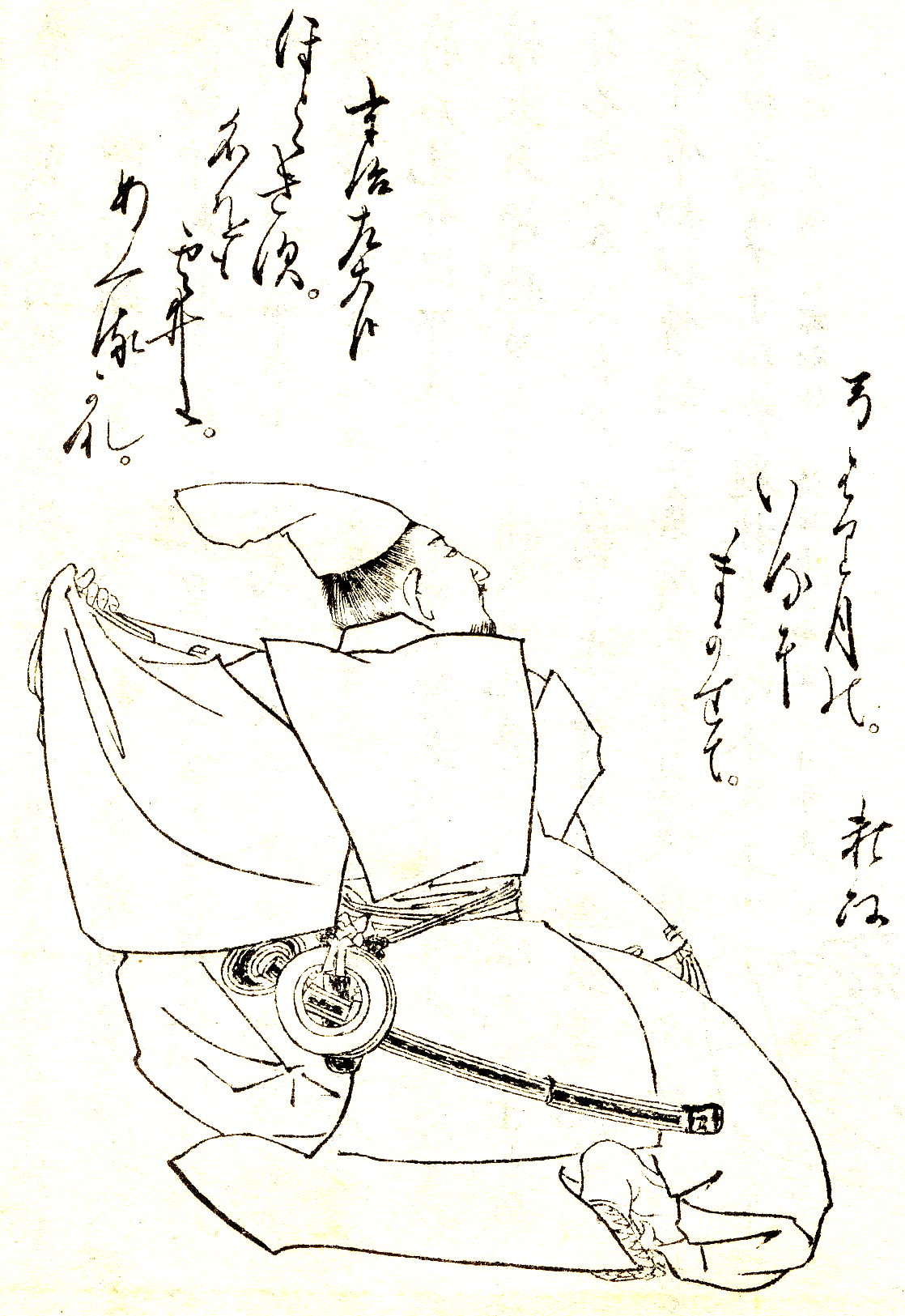
Минамото Ёримаса
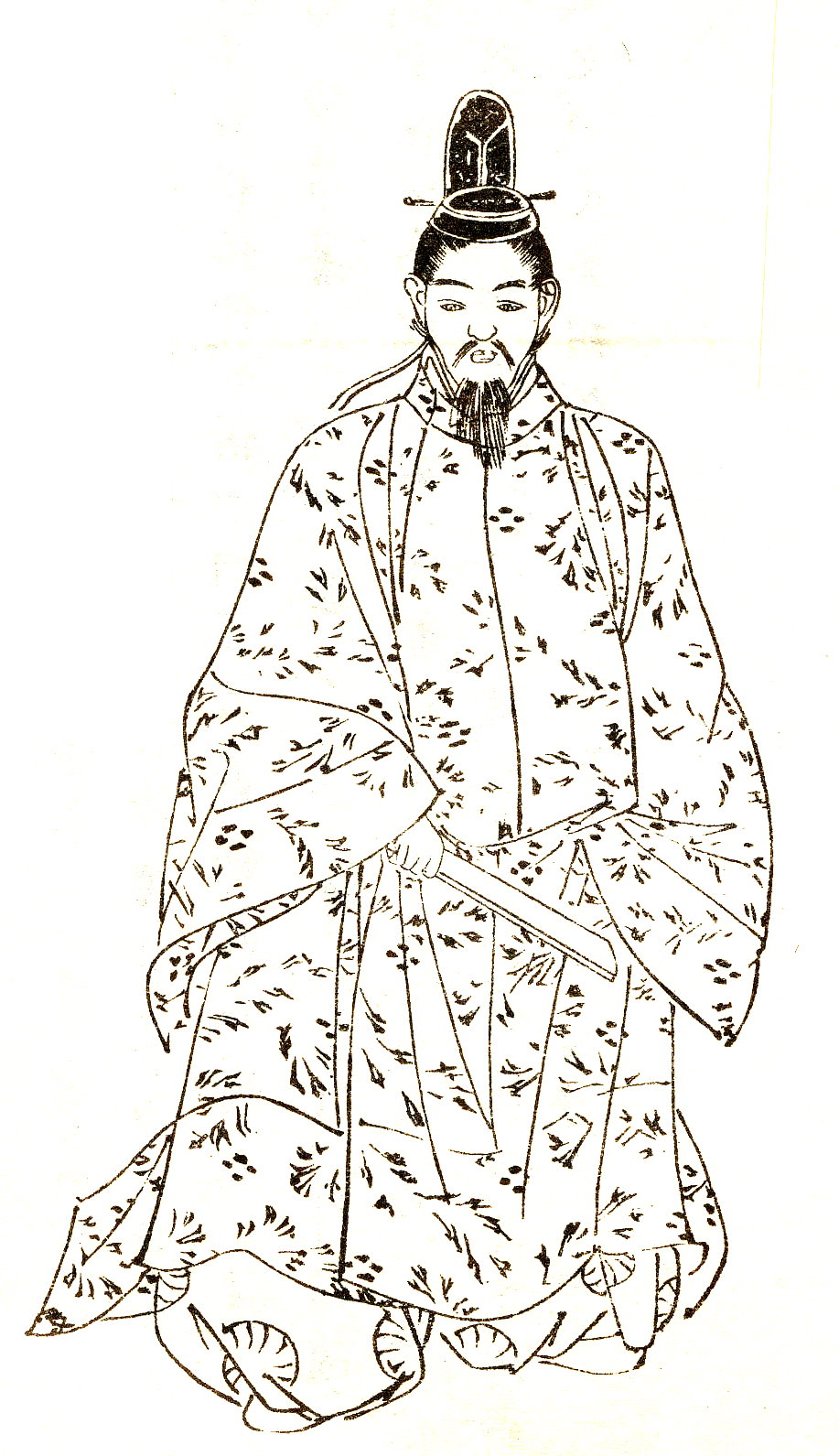
Фудзивара Кинто
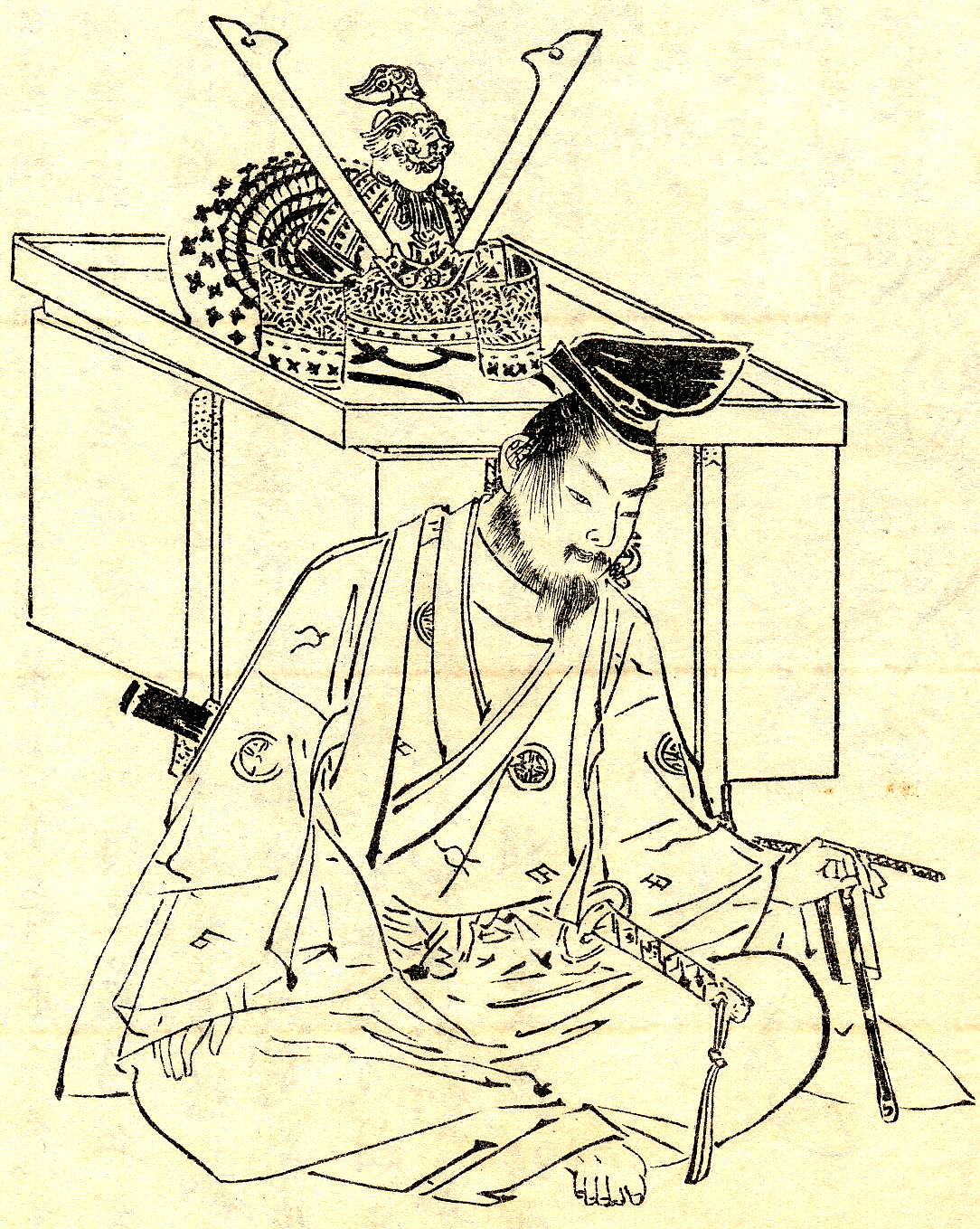
Минамото Ёсицунэ
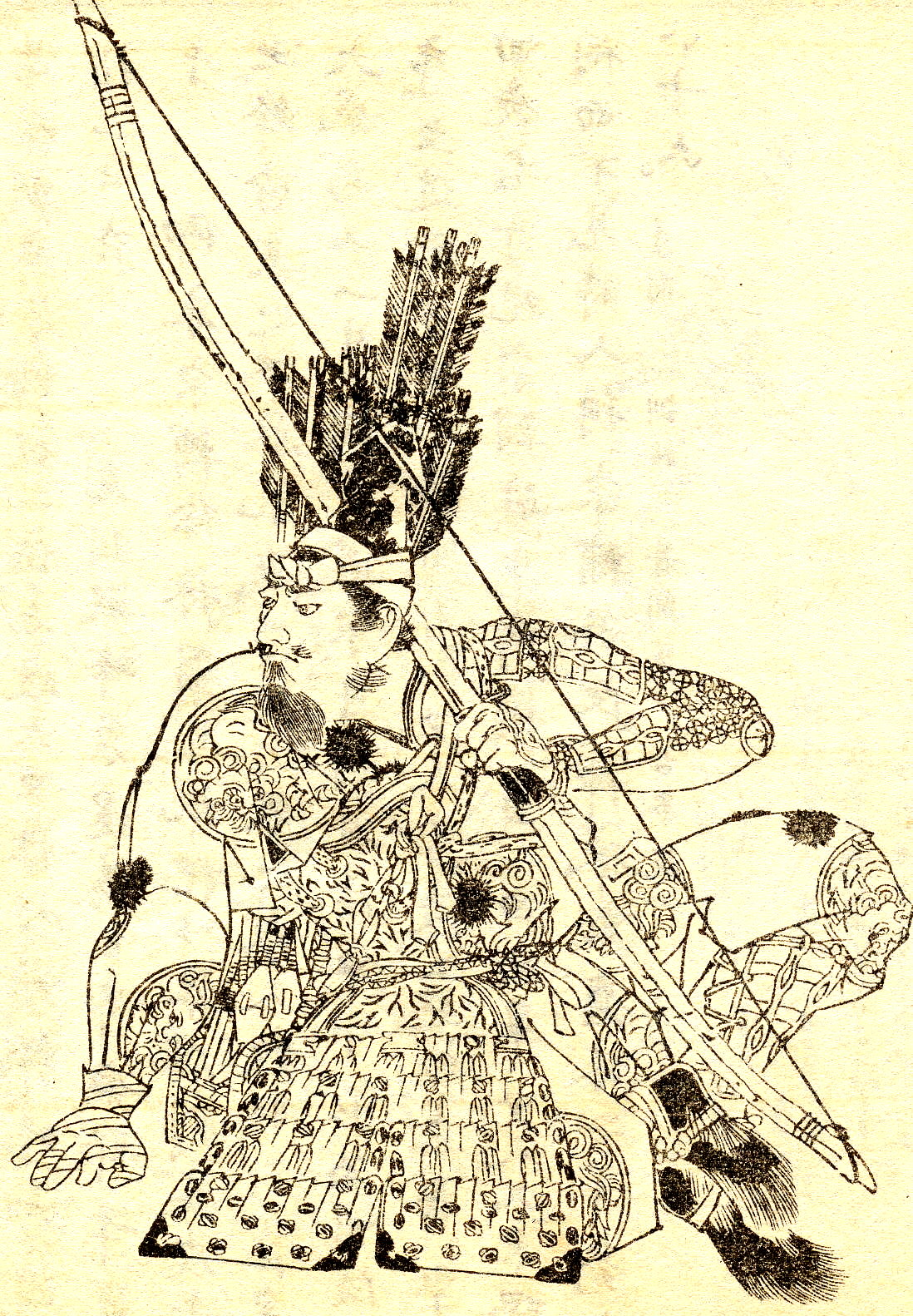
Минамото Тамэтомо
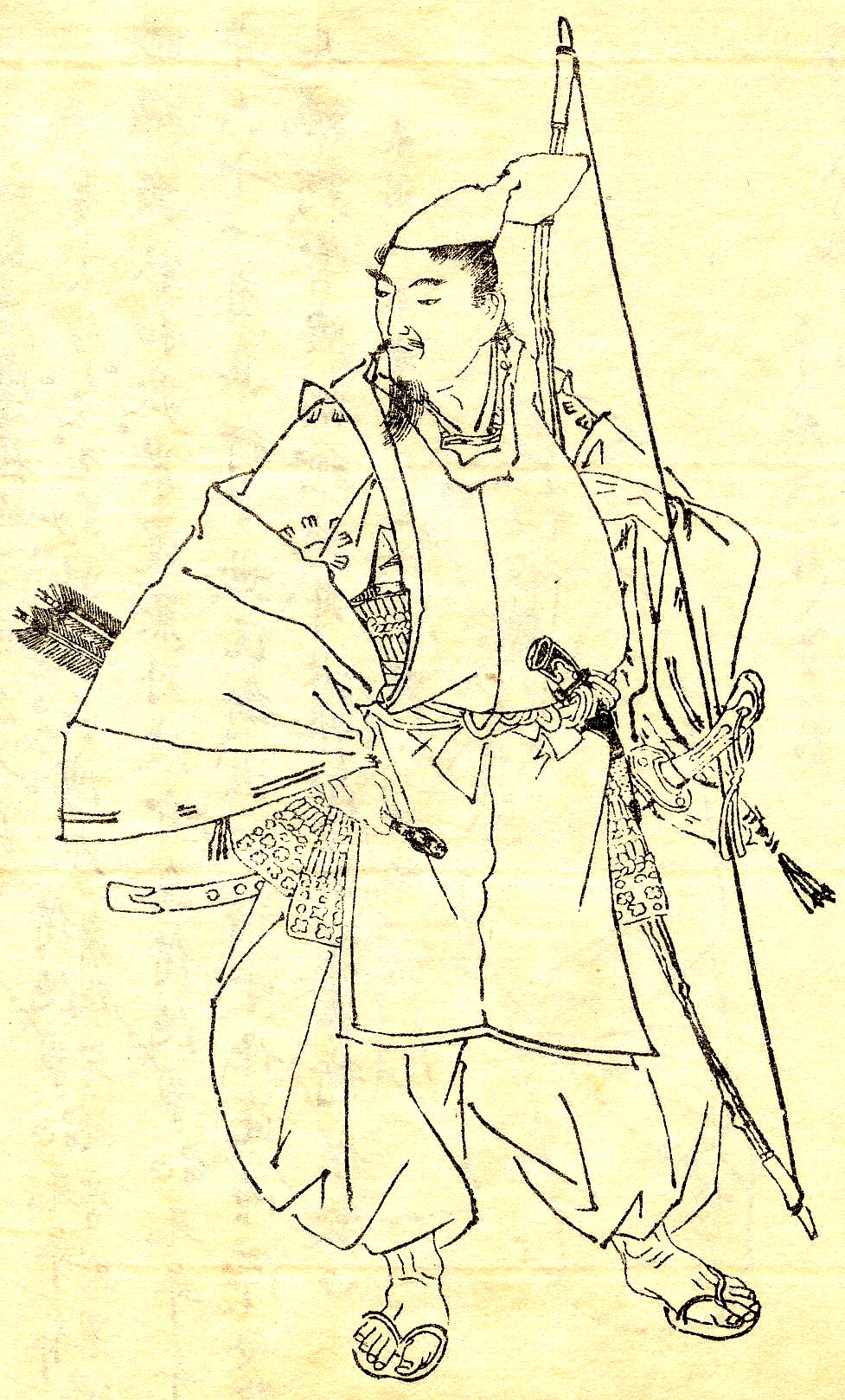
Минамото Ёримицу
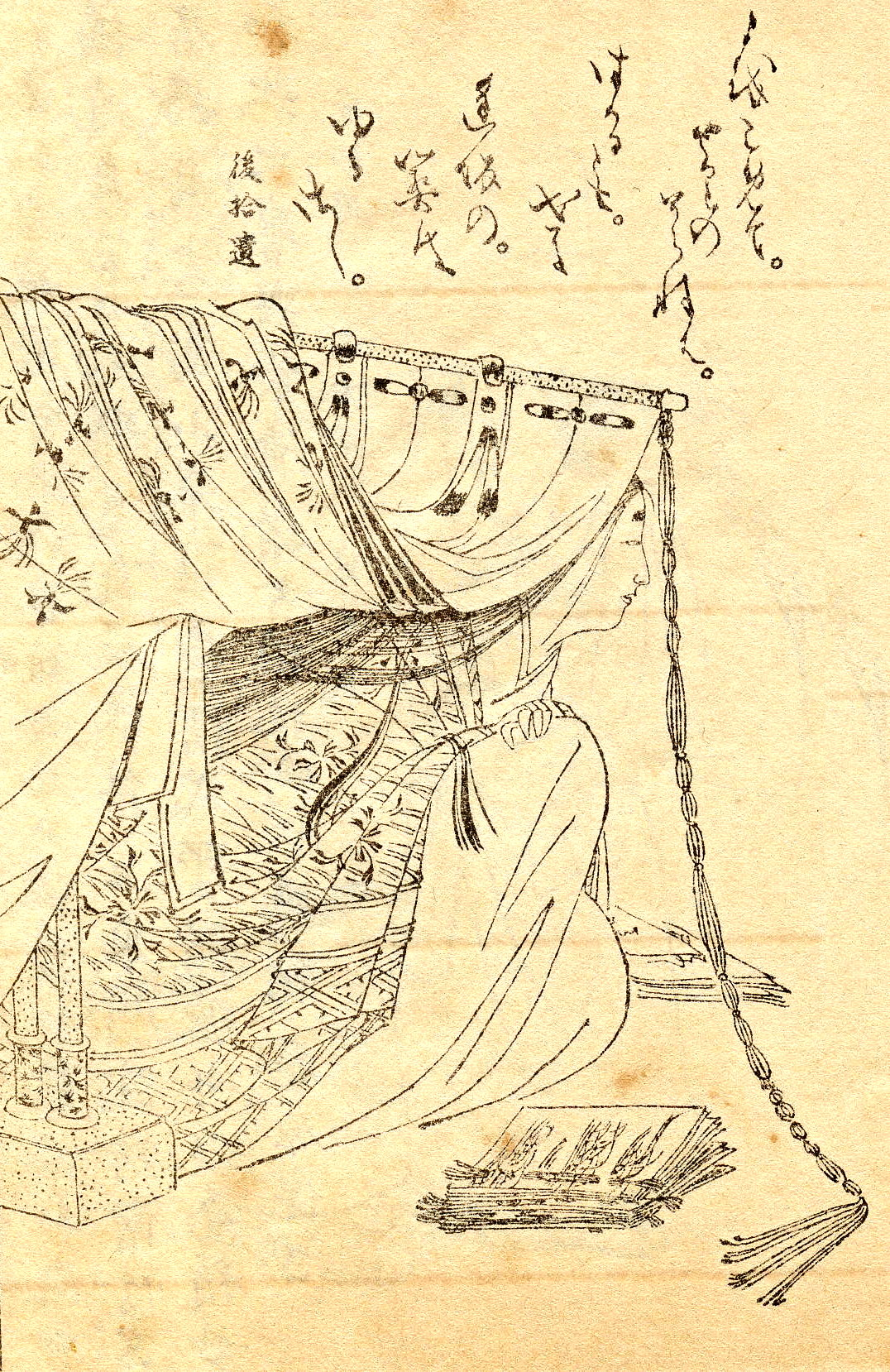
Сэй Сёнагон
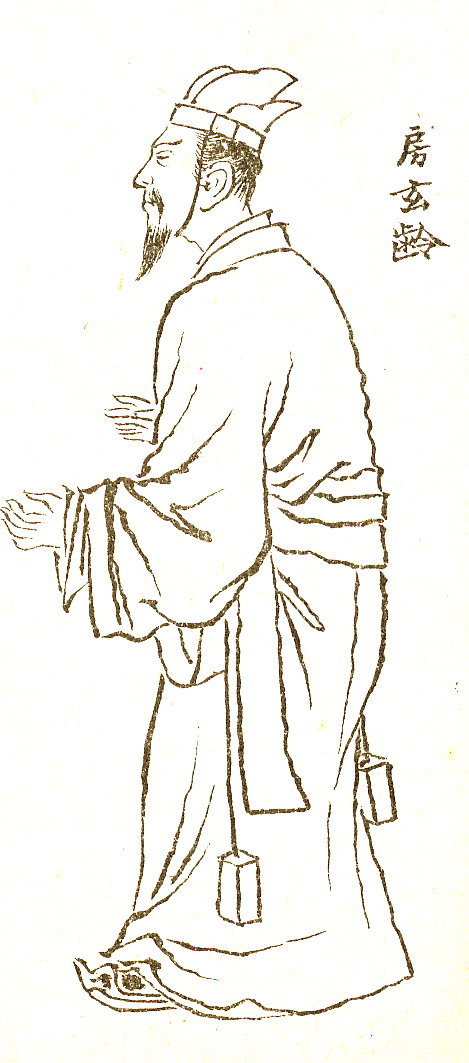
Фан Сюаньлин
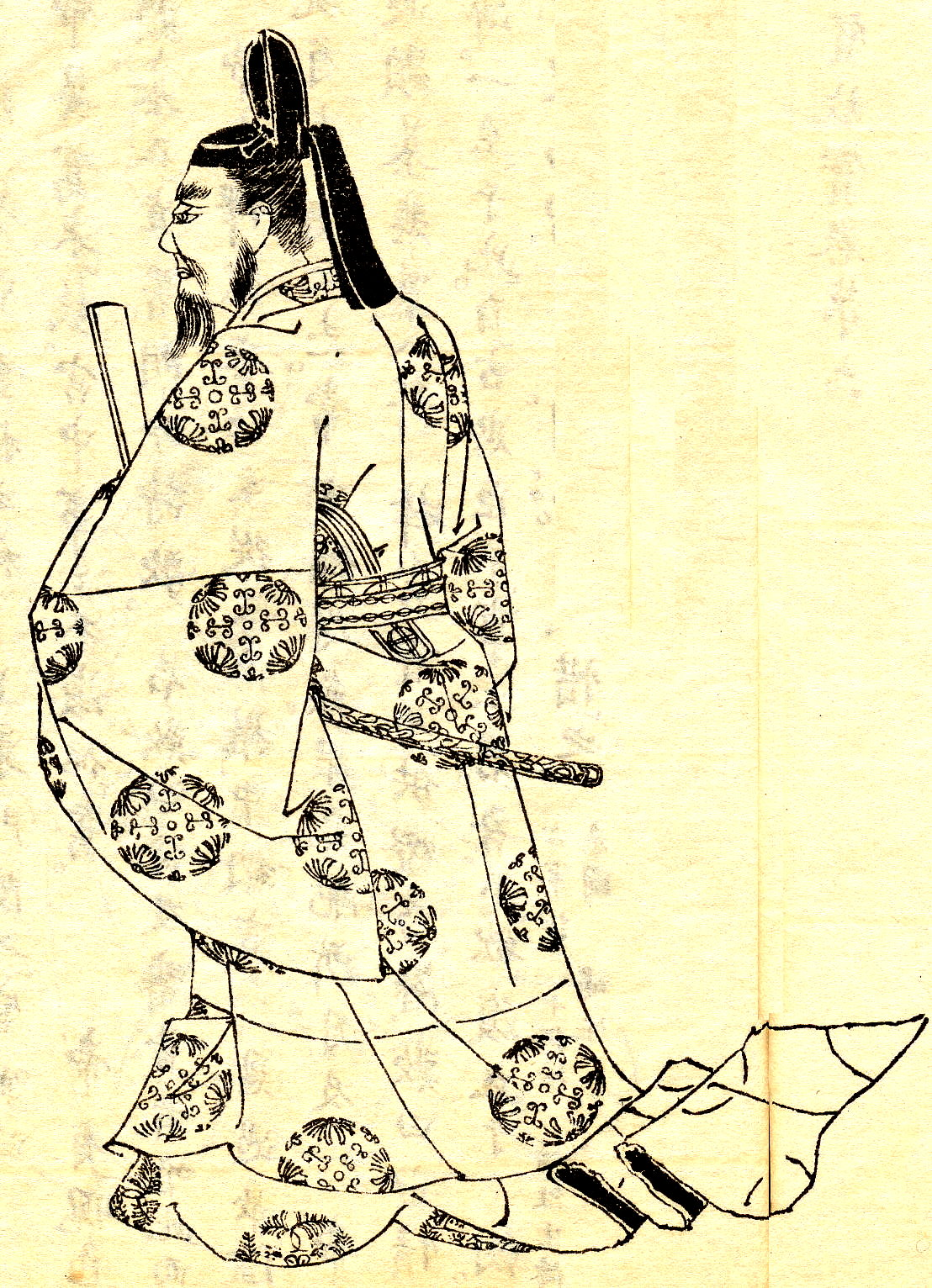
Фудзивара Митинага
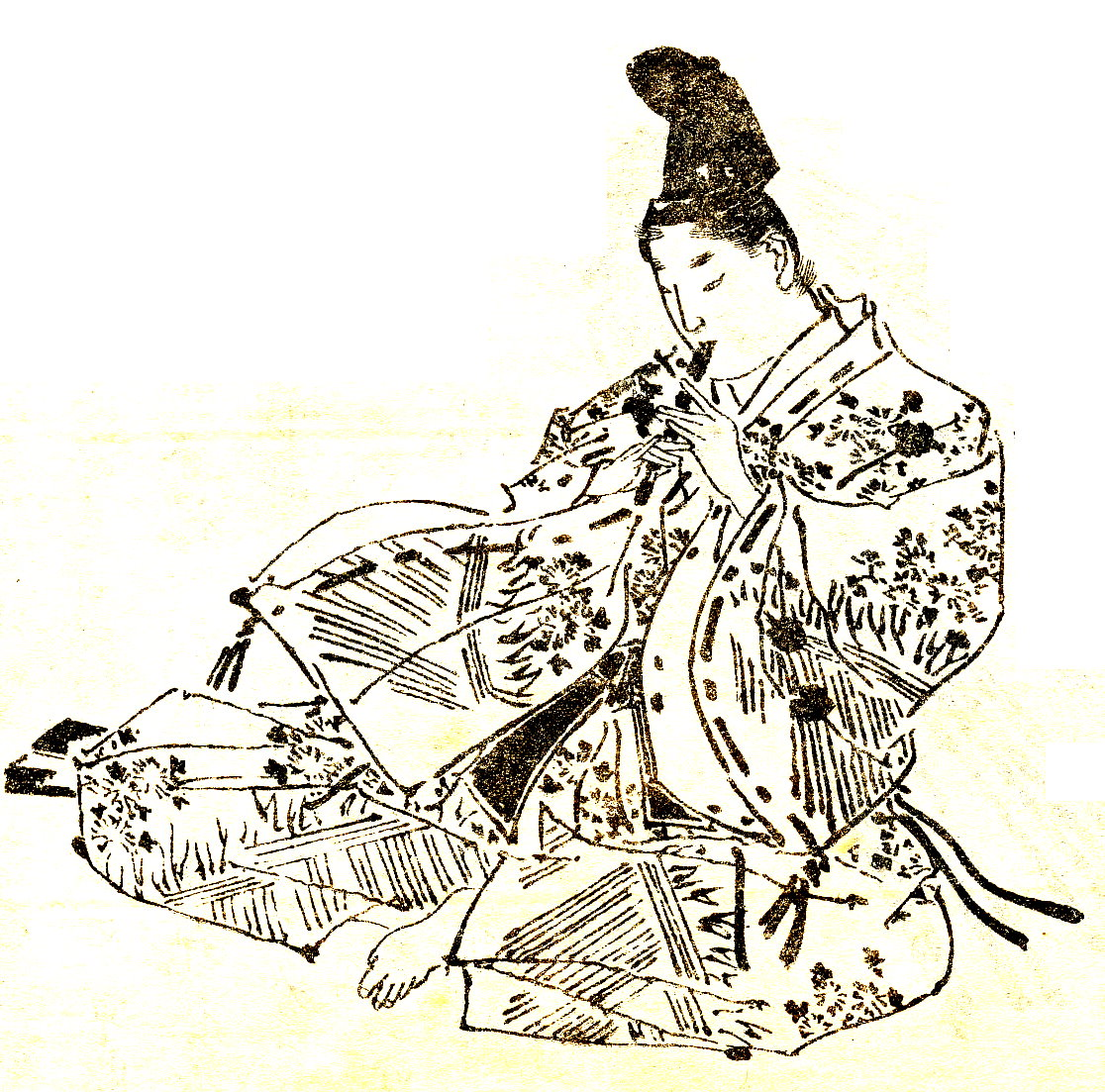
Тайра но Ацумори
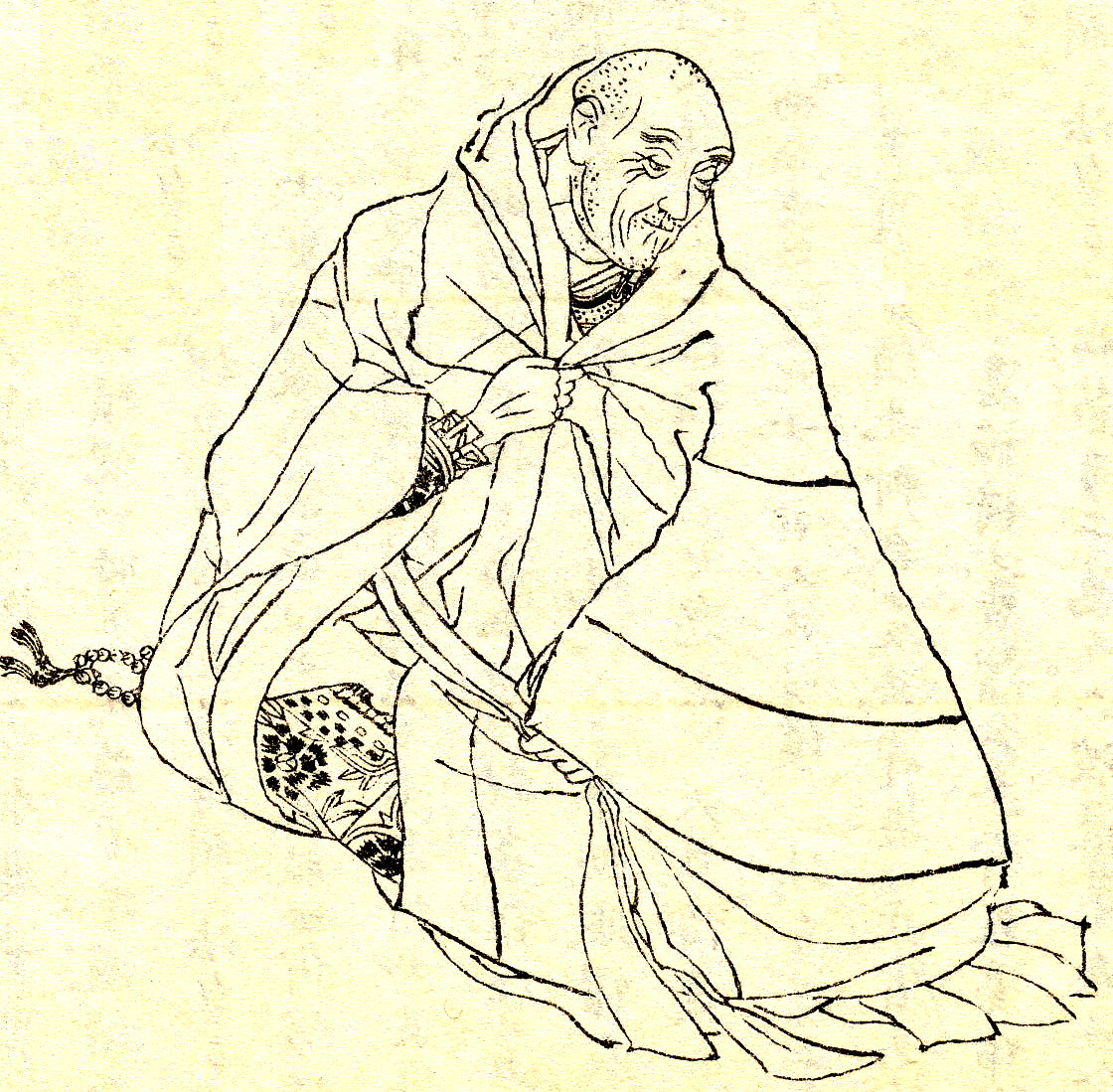
Тайра но Киёмори
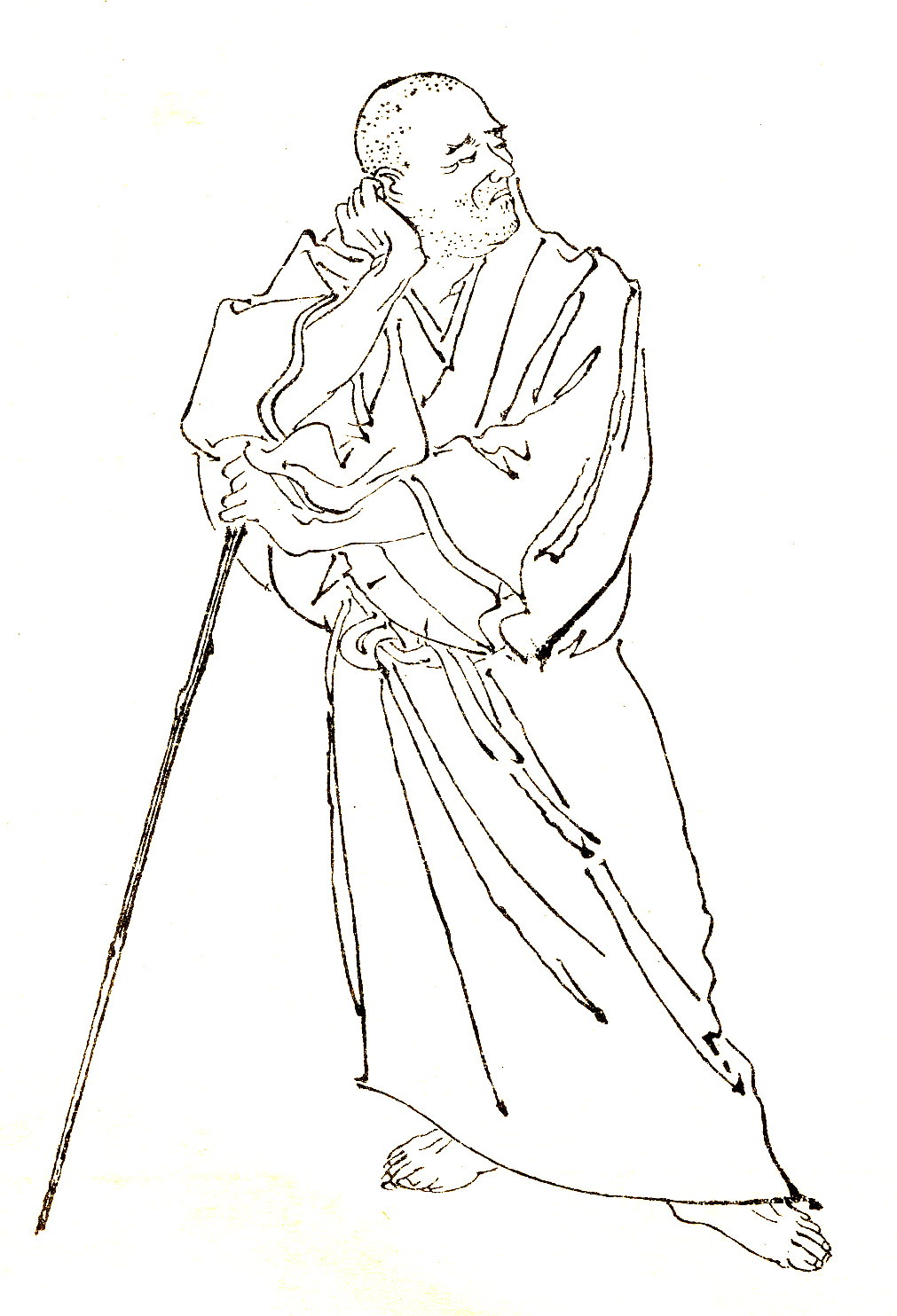
Рёсю
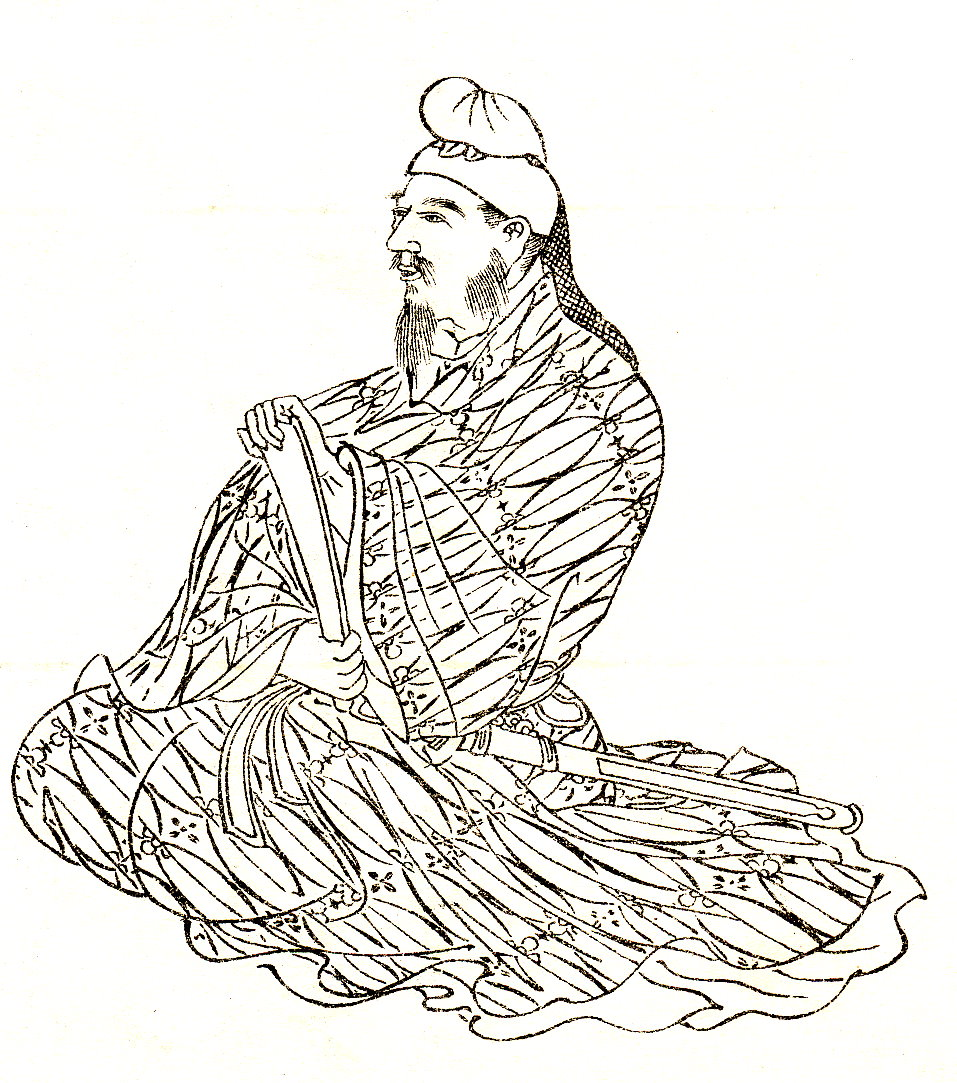
Хата но Кавакацу
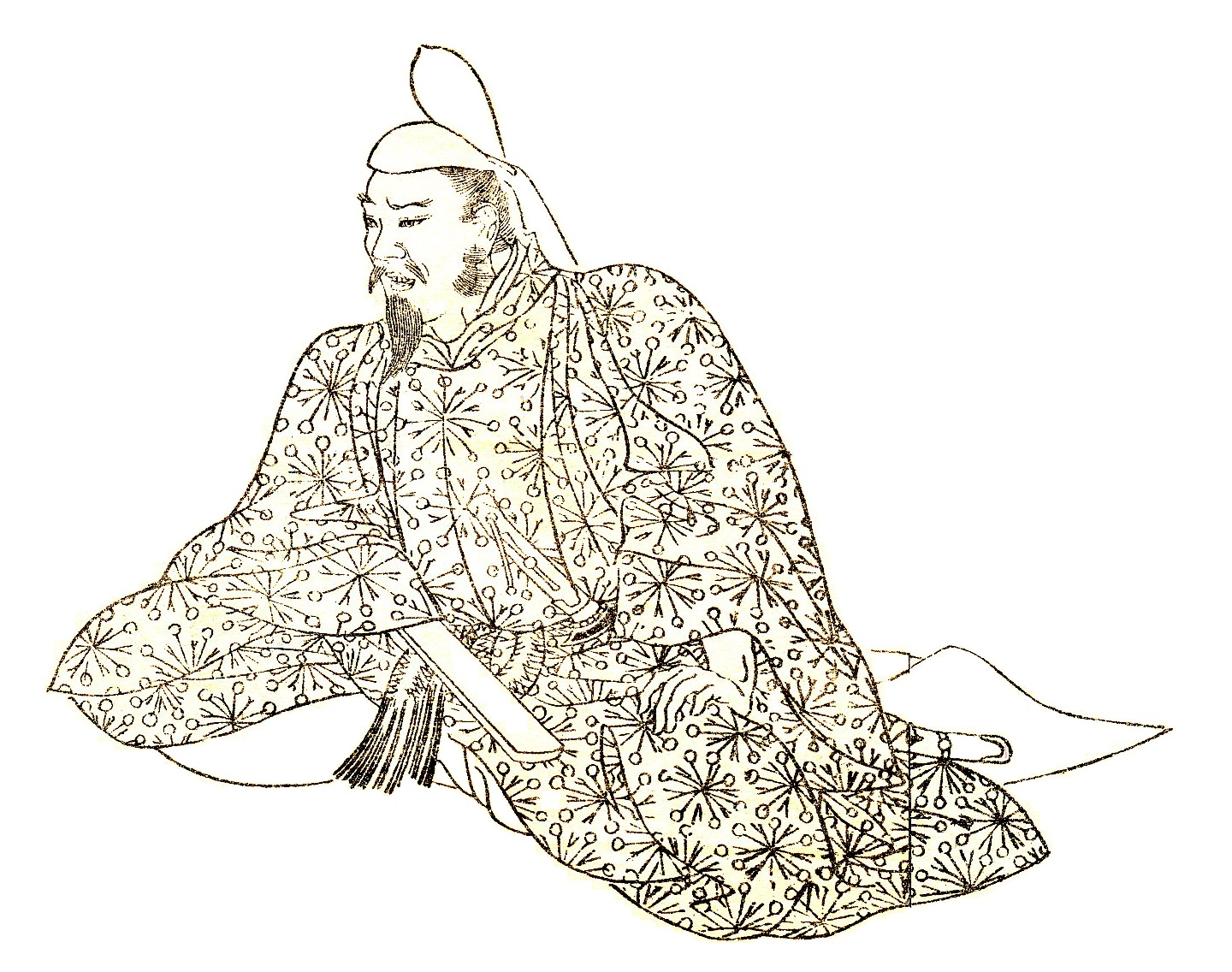
Оно-но Такамура